# 富尔达应用科学大学
富尔达应用科学大学 (德语：Hochschule Fulda - University of Applied Sciences) 位於德國富尔达。